# 春暖向陽天
《春暖向陽天》，是一部以描寫吳福川師兄及徐潤蓮師姊真實人生電視劇，由趙駿亞、林若亞、沈韋汝、蘇炳憲、梁家榕、鄭奕、王書喬主演，於2014年4月7日在大愛電視台20:00首播。中天娛樂台於2014年4月7日21:00播出。

## 播出時間
以下時間以當地時間（台灣時間）為準

### 首播
| 頻道       | 播放日期     | 播放時間                  |
| ---------- | ------------ | ------------------------- |
| 大愛電視台 | 2014年4月7日 | 20:00-20:49播出（無廣告） |
| 大愛海外台 | 2014年4月7日 | 20:00-21:00播出（含廣告） |
| 中天娛樂台 | 2014年4月7日 | 21:00-22:00播出（含廣告） |

### 重播
| 頻道       | 播放日期     | 播放時間                  |
| ---------- | ------------ | ------------------------- |
| 大愛電視台 | 2014年4月8日 | 23:30-00:19播出（無廣告） |
| 大愛電視台 | 2014年4月8日 | 03:00-03:49播出（無廣告） |
| 大愛電視台 | 2014年4月8日 | 16:00-16:49播出（無廣告） |
| 大愛海外台 | 2014年4月8日 | 02:00-03:00播出（含廣告） |
| 大愛海外台 | 2014年4月8日 | 09:00-09:49播出（無廣告） |
| 大愛海外台 | 2014年4月8日 | 11:00-12:00播出（含廣告） |
| 中天娛樂台 | 2014年4月8日 | 11:00-12:00播出（含廣告） |

### 大愛會客室

#### 首播
| 頻道       | 播放日期     | 播放時間        |
| ---------- | ------------ | --------------- |
| 大愛海外台 | 2014年4月8日 | 21:00-21:11播出 |
| 大愛電視台 | 2014年4月8日 | 00:19-00:30播出 |
| 大愛海外台 | 2014年4月8日 | 09:49-10:00播出 |

#### 重播
| 頻道       | 播放日期     | 播放時間        |
| ---------- | ------------ | --------------- |
| 大愛電視台 | 2014年4月8日 | 03:49-04:00播出 |
| 大愛海外台 | 2014年4月8日 | 09:49-10:00播出 |
| 大愛電視台 | 2014年4月8日 | 16:49-17:00播出 |

## 演員列表

### 主要演員
| 演員   | 角色   | 介紹 |
| 趙駿亞 | 吳福川 | 潤蓮的丈夫，阿巧的弟弟，通寶的舅子，福枝的哥哥，秋萍的大伯，秀貞的姐夫，溪河的連襟，徐父、徐母的女婿，阿立、吳母的長子，欣穎、明璇、秉宸的父親 是一個帥氣的本省青年，成長在一個經濟並不富裕的家庭，父親長年在外，福川盡力把賺取的薪水用來照顧母親弟弟。 當潤蓮美好的身影闖入了福川眼中，海派豪邁的福川再也無法忘懷潤蓮，加上潤蓮優雅溫柔的氣質以及孝順愛家的特質，更深深打動福川的心。 |
| 林若亞 | 徐潤蓮 | 福川的妻子，阿寶的室友，阿巧的弟媳，通寶的舅妻，福枝的嫂嫂，秀貞的姐姐，溪河的大姨子，秋萍的妯娌大嫂，徐父、徐母的女兒，阿立、吳母的長媳，欣穎、明璇、秉宸的母親 生長在純樸的苗栗客家的儉樸家庭，年紀尚幼潤蓮就離鄉背井來到城市的工廠裡做女工，她優雅恬靜的氣質、圓融成熟的處世態度、擇善固執的溫柔堅持，使她在工廠裡深受愛戴，而潤蓮的清新氣質與優雅秀麗的外貌，更是許多男子追求的目標。但只有福川的爽朗善良與孝順顧家深深打動了潤蓮，兩人終於結成連理。 他們相知相惜、相互扶持，歷經了貧窮與刻苦，逆境中突破各種考驗、為生活找到了出路、把坎坷走出了風景、兩人美好的緣分，卻在開花結果時，遇到了挑戰與考驗…… |
| 沈孟潔 | 徐潤蓮 | 小的潤蓮 |
| 鄭平君 | 吳阿立 | 吳母的丈夫，通寶的岳父，潤蓮、秋萍的公公，阿巧、福川、福枝的父親 吳父老是在外忙著事業，好客的他到處都有朋友，也到處都有投資。但斯文、耳根子又軟的吳父老是受到朋友牽連，每每在所賺的錢即將到手的當口，或又投入新的投資、或又遭人騙去，剩餘能帶回家的實在不多；於是，太太在家管之餘，也必須要打臨時工、做些手工藝、或擺攤賣水果來填補家用。儘管吳父那些投資並不順利，但他的努力依舊在家中得到太太和子女的尊重。 |
| 王美雪 | 吳 母  | 阿立的妻子，通寶的岳母，潤蓮、秋萍的婆婆，阿巧、福川、福枝的母親 身為福川的母親，吳母通曉人情世故，本身也極為熱誠好客，是家中的溫暖支柱。為了求改善家中經濟，吳母經營起水果攤的生意。吳母以天生樂觀爽朗的性格對待顧客，所以水果生意越做越好，吸引人潮聚集，甚至在當地慢慢形成了一個市場。受過吳母照顧的人們都對她的和藹可親印象深刻，福川也以擁有這樣的母親為榮。 |
| 梁家榕 | 吳阿巧 | 通寶的妻子，福川、福枝的姐姐，潤蓮、秋萍的大姑，阿立、吳母的長女，欣穎、明璇、秉宸的姑姑 為人爽朗，與母親一樣好客熱情。當福川對未來迷惘時，主動提出要讓福川來店裡學習，甚至在福川遭遇人生最大挫折時，毫不猶豫地伸手幫助了福川，是一個非常善解人意的大姊。 |
| 蘇炳憲 | 通 寶  | 阿巧的丈夫，福川、福枝的姐夫，潤蓮、秋萍的大姑夫，阿立、吳母的長女，欣穎、明璇、秉宸的姑丈 同時也是一間機車材料店的老闆，為人豪氣大方，對待員工更是親如家人。對福川來說，通寶不僅是影響福川人生方向的老師，也是在福川遇到困難時，會毫不猶豫出手幫助的貴人。 |
| 吳懷中 | 吳福枝 | 秋萍的丈夫，通寶的舅子，潤蓮的小叔，阿立、吳母的次子，阿巧、福川的弟弟，欣穎、明璇、秉宸的叔叔 身為福川的弟弟，福枝思考縝密、心思細膩。他敬重兄嫂，年少時來福川工廠幫忙，卻發生意外手受了嚴重的傷。但是福枝依舊保持著樂觀進取的心態。而潤蓮更激勵福枝，千萬別把自己當作殘廢，福枝也謹記在心，力爭上游，在福川與潤蓮幫助下成就了自己的事業。 |
| 林永旭 | 吳福枝 | 少年的福枝 |
| 亞里   | 秋 萍  | 福枝的妻子，通寶的舅妻，潤蓮的妯娌兼小嬸，阿巧、福川的弟媳，欣穎、明璇、秉宸的嬸嬸 在吳母死後很照顧吳父阿立，也很盡媳婦、妻子的本分。 |
| 蔣桂沛 | 徐 父  | 徐母的丈夫，潤蓮、秀貞的父親，福川、溪河的岳父，欣穎、明璇、秉宸的外公 性格剛毅木訥、寡言樸實。他在山區以種果樹為生，靠天吃飯，收入並不穩定，但對子女的關愛並無減少。夜晚在沒有路燈的山上，徐父就會在山頭拿著油燈，呼喚子女的名字，父親的呼喊與漆黑中的微弱光線，讓摸黑返家的子女們倍感溫暖。 |
| 丁寧   | 徐 母  | 徐父的妻子，潤蓮、秀貞的母親，福川、溪河的岳母，欣穎、明璇、秉宸的外婆 是個傳統守舊的家庭婦女，家中大事都由丈夫做決定，徐母則無怨無尤地為家人奉獻，也樂天知命、惜福感恩。徐母委婉含蓄的氣質影響感染了潤蓮，成為一股溫柔而堅強的力量，默默地支持著這個家。 |
| 王書喬 | 徐秀貞 | 溪河的妻子，阿寶的室友，潤蓮的妹妹，福川的小姨子，徐父、徐母的次女，欣穎、明璇、秉宸的阿姨 個性活潑好強，而潤蓮出於擔心關愛，拉著年輕還有些貪玩頑皮的秀貞，一起進了紡織廠工作。儘管潤蓮對每個人都很柔和，但長姊如母的她獨獨對秀貞卻是嚴加看管與叮嚀，這讓秀貞有些反感、也會反抗爭辯。這時福川會在中間成為緩衝，讓原本有些緊張的姊妹關係漸漸和緩了起來，秀貞也漸漸發現了姊姊溫柔善解的那一面。 |
| 王家梁 | 朱溪河 | 秀貞的丈夫，潤蓮的妹夫，福川的連襟，徐父、徐母的女婿 溪河是福川當時在姊夫的機材料行一起工作的工作伙伴，後來當兵退伍以後，從嘉義回到台北找工作，福川熱情邀約當時還沒有能力獨立租屋的溪河同住、一起打拚。最後在福川和潤蓮的牽線下，和潤蓮的妹妹秀貞共組家庭。 |
| 沈韋汝 | 吳欣穎 | 秀貞的姪女，福川、潤蓮的長女，明璇、秉宸的大姐，阿立、吳母的長孫女，徐父、徐母的外孫女，阿巧、通寶、福枝的姪女 很有自己的主張與想法，是個非常有個性的女孩。到了青春期，她更加渴望自由，明明知道母親注重規範約束，內心深處極為在乎潤蓮感受，但也認為母親該信任她。她總是在一次次的摩擦中，確認母親對自己的愛，母女關係的僵持終能冰釋。 |
| 黃品沂 | 吳欣穎 | 童年欣穎 |
| 范時軒 | 吳明璇 | 欣穎的妹妹，秉宸的二姐，秀貞的姪女，福川、潤蓮的次女，阿立、吳母的次孫女，徐父、徐母的外孫女，阿巧、通寶、福枝的姪女 常與弟弟秉宸鬥嘴角，常常逗人開心的開心果。 |
| 吳珮琪 | 吳明璇 | 少年明璇 |
| 何潔柔 | 吳明璇 | 童年明璇 |
| 鄭凱   | 吳秉宸 | 秀貞的侄子，欣穎、明璇的弟弟，福川、潤蓮的長子，阿立、吳母的長孫，徐父、徐母的外孫，阿巧、通寶、福枝的侄子 常與二姐明璇鬥嘴角 |
| 駱炫銘 | 吳秉宸 | 童年秉宸 |
| 姚采穎 | 施翠碧 | 早餐店老闆娘，因潤蓮常給予支持與建議而成為好友，常與潤蓮一同訪視個案。 |
| 李國強 | 周老闆 | 機材料行老闆 |
| 廖梨伶 | 阿 寶  | 紡織廠員工，潤蓮、秀貞的室友，從小就出來工作，晚上又到夜校進修，十分上進難得，但唯一缺點就是做不夠積極， |
| 鄭奕   | 阿 明  | |

### 大愛會客室名單
| 集數   | 日期          | 來賓                           |
| 第1集  | 2014年4月7日  | 龐宜安、甯宜文、林若亞、趙駿亞 |
| 第2集  | 2014年4月8日  | 王美雪、趙駿亞、甯宜文         |
| 第3集  | 2014年4月9日  | 趙駿亞、林若亞、王美雪         |
| 第4集  | 2014年4月10日 | 林若亞、王書喬、吳福川         |
| 第5集  | 2014年4月11日 | 趙駿亞、林若亞                 |
| 第6集  | 2014年4月12日 | 吳福川、趙駿亞                 |
| 第7集  | 2014年4月13日 | 林若亞、王書喬、吳福川         |
| 第8集  | 2014年4月14日 | 吳福川、林若亞                 |
| 第9集  | 2014年4月15日 | 林若亞、徐秀貞、吳福川         |
| 第10集 | 2014年4月16日 | 王美雪、林若亞                 |
| 第11集 | 2014年4月17日 | 吳阿巧、蘇炳憲、吳福川         |
| 第12集 | 2014年4月18日 | 吳福川、林若亞                 |
| 第13集 | 2014年4月19日 | 吳福川、朱溪河、徐秀貞         |
| 第14集 | 2014年4月20日 | 吳福川、林若亞                 |
| 第15集 | 2014年4月21日 | 吳福川、吳福枝、吳懷中         |
| 第16集 | 2014年4月22日 | 鄭平君、王美雪、吳福川         |
| 第17集 | 2014年4月23日 | 吳福川、吳福枝、吳懷中         |
| 第18集 | 2014年4月24日 | 吳福川、吳福枝、吳懷中         |
| 第19集 | 2014年4月25日 | 吳福川、吳福枝                 |
| 第20集 | 2014年4月26日 | 吳福川、鄭平君                 |
| 第21集 | 2014年4月27日 | 吳福川、林若亞                 |
| 第22集 | 2014年4月28日 | 吳福川、吳欣穎                 |
| 第23集 | 2014年4月29日 | 吳福川、吳隆盛                 |
| 第24集 | 2014年4月30日 | 林若亞、趙駿亞                 |
| 第25集 | 2014年5月1日  | 吳福川、林若亞、沈韋汝         |
| 第26集 | 2014年5月2日  | 吳福川、林若亞、范時軒         |
| 第27集 | 2014年5月3日  | 吳欣穎、吳秉宸                 |
| 第28集 | 2014年5月4日  | 吳福川、陳淑女、游彩霞         |
| 第29集 | 2014年5月5日  | 吳福川、沈韋汝、范時軒         |
| 第30集 | 2014年5月6日  | 吳福川、吳欣穎、吳秉宸         |
| 第31集 | 2014年5月7日  | 吳福川、鄭平君                 |
| 第32集 | 2014年5月8日  | 吳福川、施翠碧                 |
| 第33集 | 2014年5月9日  | 吳福川、趙駿亞                 |
| 第34集 | 2014年5月10日 | 鄭平君、林若亞、趙駿亞         |
| 第35集 | 2014年5月11日 | 吳福川、施翠碧                 |
| 第36集 | 2014年5月12日 | 吳福川、吳阿巧                 |
| 第37集 | 2014年5月13日 | 吳福川、吳阿巧、蘇炳憲         |
| 第38集 | 2014年5月14日 | 吳福川、吳阿巧                 |
| 第39集 | 2014年5月15日 | 吳福川、林若亞、施翠碧         |
| 第40集 | 2014年5月17日 | 吳福川、吳秉宸、吳欣穎         |

## 戲中歌曲
| 曲別   | 歌名              | 演唱者     | 作詞   | 作曲   | 編曲   | 製作人 |
| 片頭曲 | 因為有你          | 錦繡二重唱 | 吳嘉祥 | 吳嘉祥 | 吳嘉祥 | 吳嘉祥 |
| 片尾曲 | 溫柔的心 溫暖的情 | 琇琴       | 十方   | 何思穎 | 徐肖   | 曹俊鴻 |

## 製作團隊
- 監製：龐宜安
- 製作人：甯宜文
- 編劇：黃有成
- 導演：彭大衛
- 顧問：吳福川、徐潤蓮

## 外部連結
- 大愛劇場官方Facebook （页面存档备份，存于）

| 大愛電視台 週一至週日 20:00-20:49        | 大愛電視台 週一至週日 20:00-20:49           | 大愛電視台 週一至週日 20:00-20:49 |
| ---------------------------------------- | ------------------------------------------- | --------------------------------- |
|                                          | 春暖向陽天 （2014年4月7日－2014年5月16日）  |                                   |
| 美好歲月 （2014年2月26日－2014年4月6日） | 幸福魔法師 （2014年5月17日－2014年6月25日） |                                   |

| 中天娛樂台 週一至週日 21:00-22:00        | 中天娛樂台 週一至週日 21:00-22:00           | 中天娛樂台 週一至週日 21:00-22:00 |
| ---------------------------------------- | ------------------------------------------- | --------------------------------- |
|                                          | 春暖向陽天 （2014年4月7日－2014年5月16日）  |                                   |
| 美好歲月 （2014年2月26日－2014年4月6日） | 幸福魔法師 （2014年5月17日－2014年6月25日） |                                   |